# 轉錄泡
轉錄泡泡（Transcription bubble）是在DNA轉錄過程中，當DNA雙鏈的局部解旋時所形成的分子結構。轉錄泡泡的大小範圍為12-14個鹼基對。當RNA聚合酶與啟動子結合並導致兩條DNA鏈分離時，就會形成轉錄泡泡。它顯示了一個未配對的DNA區域，在雙螺旋的每條鏈上都暴露出一小段核苷酸。

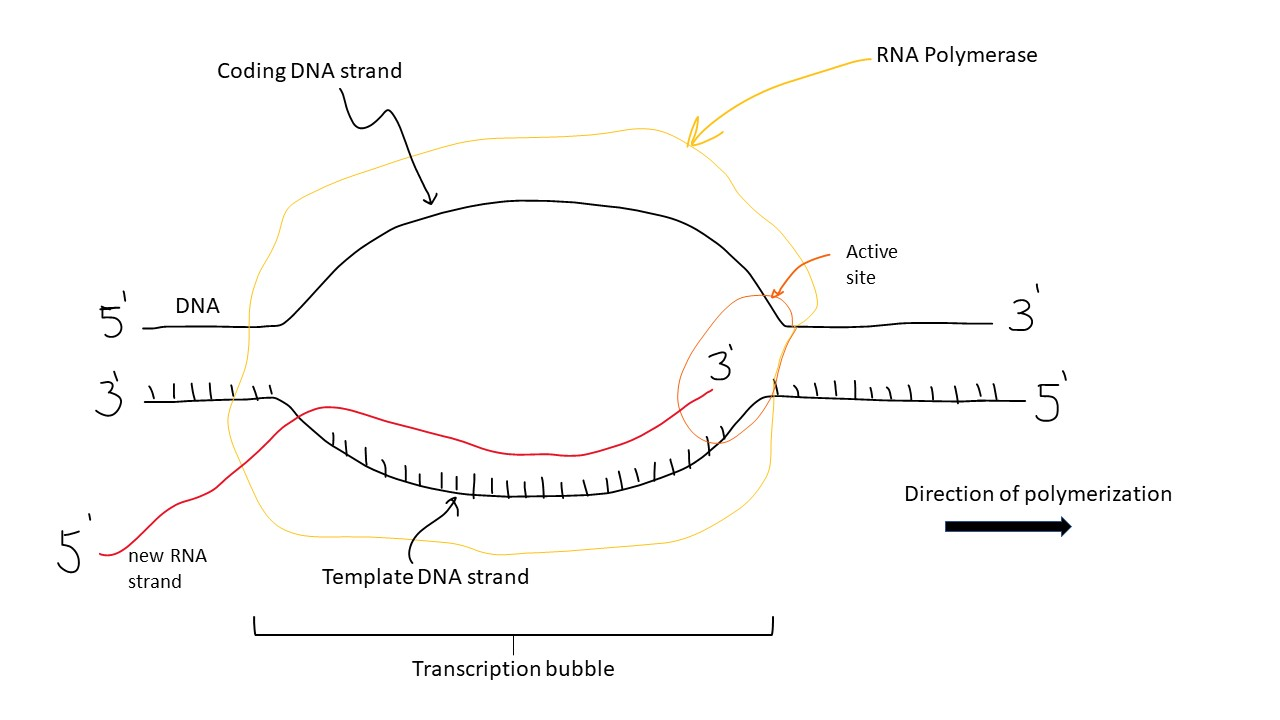
A molecular structure composed of unwound and unpaired DNA, where a short stretch of nucleotides are exposed on each strand of the double helix, allowing RNA polymerase binding, and nascent RNA synthesis within this region.